# Lisburn Distillery FC
Lisburn Distillery FC is een Noord-Ierse voetbalclub uit Lisburn, nabij Belfast.
De club werd in 1879 opgericht in Belfast als Distillery FC, de club speelde in Grosvenor Road tot 1971 daarna deelde de club een terrein met Brantwood FC en Crusaders FC alvorens naar het huidige stadion te verhuizen dat in de stad Lisburn ligt. Tot 1999 bleef de club zijn naam behouden maar nam dan de naam Lisburn Distillery FC aan.
Als Distillery won de club vijf titels en elf bekers. De club speelde bijna altijd in de hoogste klasse, in 1995 degradeerde de club en kon in 1999 terugkeren voor één seizoen. Van  2002 tot 2013 was de club weer een vaste waarde in de hoogste klasse, maar sindsdien speelt de club in de tweede liga. In 2017 degradeerde de club naar het derde niveau, waar het anno 2022 nog steeds in uitkomt.

## Mannen

### Erelijst
Landskampioen (6x) in 1896, 1899, 1901, 1903, 1906* 1963
Irish Cup winnaar (12x) in 1884, 1885, 1886, 1889, 1894, 1896, 1903, 1905, 1910, 1925, 1956, 1971
* 1906 gedeeld kampioenschap met Cliftonville FC

## Eindklasseringen
| 3 |

| 8 |

| 8 |

| 1 |

| 7 |

| 9 |

| 9 |

| 10 |

| 10 |

| 8 |

| 11 |

| 3 |

| 8 |

| 7 |

| 12 |

| 12 |

| 12 |

| 10 |

| 9 |

| 12 |

| 8 |

| 12 |

| 8 |

| 9 |

| 9 |

| 9 |

| 9 |

| 14 |

| 14 |

| 14 |

| 14 |

| 11 |

| 15 |

| 5 |

| 7 |

| 10 |

| 4 |

| 6 |

| 3 |

| 1 |

| 10 |

| 2 |

| 1 |

| 8 |

| 3 |

| 7 |

| 8 |

| 5 |

| 4 |

| 4 |

| 11 |

| 6 |

| 11 |

| 12 |

| 10 |

| 10 |

| 14 |

| 9 |

| 4 |

| 4 |

| 8 |

| - |

| 8 |

| 7 |

| 9 |

| 10 |

| NIFL Premiership | NIFL Championship | NIFL Premier Intermediate League |

De drie NIFL-divisies hebben in de loop der jaren diverse namen gekend, zie Northern Ireland football league system.

### In Europa
#Q = #kwalificatieronde, #R = #ronde, T/U = Thuis/Uit, W = Wedstrijd, PUC = punten UEFA coëfficiënten .
Uitslagen vanuit gezichtspunt Lisburn Distillery FC
| Seizoen | Competitie    | Ronde | Land                                         | Club         | Totaalscore | 1e W    | 2e W    | PUC |
| ------- | ------------- | ----- | -------------------------------------------- | ------------ | ----------- | ------- | ------- | --- |
| 1963/64 | Europacup I   | Q     | Vlag van Portugal                            | SL Benfica   | 3-8         | 3-3 (T) | 0-5 (U) | 1.0 |
| 1971/72 | Europacup II  | 1R    | Vlag van Spanje (11 okt. 1945- 20 jan. 1977) | FC Barcelona | 1-7         | 1-3 (T) | 0-4 (U) | 0.0 |
| 2005    | Intertoto Cup | 1R    | Vlag van Litouwen                            | FK Žalgiris  | 0-2         | 0-1 (U) | 0-1 (T) | 0.0 |
| 2008    | Intertoto Cup | 1R    | Vlag van Finland                             | TPS Turku    | 3-6         | 2-3 (T) | 1-3 (U) | 0.0 |
| 2009/10 | Europa League | 1Q    | Vlag van Georgië                             | FC Zestafoni | 1-11        | 1-5 (T) | 0-6 (U) | 0.0 |

Totaal aantal punten voor UEFA coëfficiënten: 1.0
Zie ook
- Deelnemers UEFA-toernooien Noord-Ierland
- Ranglijst van alle clubs die in de diverse Europa Cups zijn uitgekomen

## Vrouwen

### In Europa
Q = kwalificatie 
| Seizoen | Competitie          | Ronde | Land                  | Club           | Uitslagen |
| ------- | ------------------- | ----- | --------------------- | -------------- | --------- |
| 2002/03 | UEFA Women's Cup    | Q     | Vlag van Azerbeidzjan | Gömrükcü Bakoe | 0-7       |
|         | toernooi in Velenje | Q     | Vlag van Slovenië     | ZNK Skale Mila | 1-0       |
|         |                     | Q     | Vlag van Cyprus       | Lefkothea      | 3-0       |